# Suore di Santa Chiara (Australia)
Le Suore di Santa Chiara (in inglese Sisters of Saint Clare of Australia; sigla O.S.C.) sono un istituto religioso femminile di diritto pontificio.

## Storia
Le origini dell'istituto risalgono a una comunità di sei religiose clarisse irlandesi (tre provenienti dal monastero di Newry e tre da quello di Keady) che, guidate da Mary Aloysius O'Hare, nel 1883 giunsero in Australia e, con l'approvazione dell'arcivescovo Bede Vaughan, si stabilirono a Waverley, un sobborgo di Sydney dove erano già presenti i frati francescani.
Le religiose abbandonarono la forma di vita contemplativa e iniziarono a dedicarsi all'insegnamento fondando la School for Young Ladies, divenuta in seguito il Saint Clare's College.

## Attività e diffusione
Le suore si dedicano all'istruzione e all'educazione cristiana della gioventù.
La sede generalizia è a Waverley.
Alla fine del 2015 l'istituto contava 21 religiose in 3 case.